# Pablo Fajardo Mendoza
Pablo Estenio Fajardo Mendoza es un activista y abogado ecuatoriano.

## Biografía
Nacido en la ciudad de El Carmen (Manabí), Fajardo estudió su secundaria en Shushufindi (Sucumbíos), por las noches. Junto a otros amigos, mayoritariamente campesinos e indígenas fundó el Comité de Derechos Humanos de Shushufindi, donde con tan solo 16 años, fue su presidente. Fue despedido del trabajo en la empresa palmicultora. Posteriormente trabajó en la empresa petrolera, lugar donde realizó diversas actividades. Gracias al apoyo de los sacerdotes capuchinos, de jóvenes, campesinos e indígenas, pudo estudiar la Universidad Técnica Particular de Loja por correspondencia. En el año 2004 se graduó como abogado en el Ecuador.
En el año 2005, fue designado como el abogado principal en el juicio que 48 indígenas y campesinos, organizados en la Unión de Afectados por Texaco, UDAPT, siguen en contra de la petrolera Chevron, antes Texaco, a quien acusaron de contaminación en la Amazonía ecuatoriana.
Fajardo y su equipo usaron como parte de las pruebas, el estudio en salud del Médico investigador Miguel San Sebastián, quien realizó el informe Yanacuri. Sin embargo, dicho estudio no se escapa de la polémica. De acuerdo con un análisis publicado en la edición de julio de 2007 de Medicina Ocupacional y Ambiental, las conclusiones a las que llegan Miguel San Sebastián sobre los índices de cáncer en San Carlos (provincia de Orellana) están viciadas. El análisis señala que el doctor San Sebastián parte de un cálculo equivocado sobre la población total; en realidad para sus cálculos se basa en el artificio de considerar el 50% de la población total de San Carlos, lo que dio como resultado que se sobreestimaran los índices de cáncer en la región.
Mediante un juicio, en 2011 una corte local en Sucumbíos sentenció a Chevron a pagar más de 9.500 millones de dólares por el daño ambiental, social y cultural causado en la Amazonía ecuatoriana. La sentencia se basó en la abundante prueba de daño ambiental existente en la Amazonia, donde los mismos expertos de Chevron, así lo confirmaron. La sentencia que encontró a Chevron culpable y la condenó a pagar el costo de reparación, luego fue ratificada por la Corte provincial de Justicia de Sucumbíos La Corte Nacional del Ecuador y finalmente en el último recurso legal en Ecuador, la Corte Constitucional la ratificó en el año 2018. Con lo que se consumó la victoria definitiva de la UDAPT en contra de Chevron en las Cortes del Ecuador.  
Chevron se niega a cumplir con la orden judicial, por lo que el daño persiste hasta la actualidad. Hoy la UDAPT trabaja en alianza con otros colectivos del Ecuador y el mundo para encontrar respuesta al daño existente.

## Reconocimientos
En el 2007, Fajardo recibió el "Hero's award" de la CNN (héroe de la CNN, en la categoría de "gente común y héroes extraordinarios") y en 2008 el Premio Goldman para el medio ambiente. En el año 2008, recibió el premio Goldman Enviromenal en los Estados Unidos.
Pablo Fajardo ha sido el abogado principal de los demandantes en el caso Chevron-Texaco. El 14 de febrero de 2011 el juez Nicolás Zambrano de la Corte de Sucumbíos dio un fallo favorable a los demandantes del caso, obligando a la compañía a pagar como compensación y reparación de daños 9,500 millones de dólares. El fallo fue recurrido. En segunda instancia, la corte de Sucumbíos ratificó la sentencia el 3 de enero de 2012. Pablo Fajardo anunció inmediatamente que los demandantes tratarían de ejecutar la sentencia embargando bienes de Chevron-Texaco en otros países, pues la compañía carece de activos en Ecuador.

## Embargo a Chevron
El 16 de octubre de 2012 de Conjuez Wilfrido Erazo, de la Corte de Justicia de Sucumbíos emitió la orden para embargar los bienes que en Ecuador mantiene Chevron Corporation, sea directamente o a través de sus subsidiarias. Con esta disposición los afectados amazónicos podrán disponer de las compañías, acciones y cuentas que mantiene la compañía para cubrir el monto de la sentencia que existe en su contra.  
Chevron no dimitió bienes, que puedan cubrir el monto de la condena impuesta y ratificada en los tribunales ecuatorianos, a pesar de que la existencia y manejo de bienes e inversiones a través de subsidiarias y compañías afiliadas haya estos sido suficientemente comprobada directa o indirectamente de Chevron Corporation”, según consta en el Formulario K10(requisito entregado para el ejercicio fiscal ante la Comisión Bolsa y Valores de los Estados Unidos) declarado por la propia Chevron Corporation.
El 31 de octubre de ese mismo año, se presentaron acciones de embargo en Argentina a cargo del bufete de abogados Bruchou, Fernández Madero, Lombardi & Mitrani en Buenos Aires. El embargo fue dispuesto de acuerdo  a la Convención Interamericana sobre Cumplimiento de Medidas Cautelares Dictadas en el Extranjero. 
Bajo las normas del Tratado, el juez de Ecuador ha solicitado mediante exhorto la intervención de la Justicia Argentina para el cumplimiento de las medidas de embargo ya dispuestas.

## Fraude en la sentencia. El caso RICO
En 2011, Chevron presentó una demanda civil bajo la ley RICO (Ley de Organizaciones Corruptas e Influenciadas por el Crimen Organizado) contra los demandantes de Lago Agrio, entre ellos Pablo Fajardo, acusándolos de sobornar a un juez ecuatoriano, redactar ilegalmente la sentencia por daños y perjuicios en su contra y "manipular" estudios científicos. El 4 de marzo de 2014, el juez Kaplan del Tribunal Federal de Distrito de los Estados Unidos del Distrito Sur de Nueva York dictó una sentencia de 485 páginas y una sentencia final parcial en el caso Chevron Corp. v. Donziger et al, causa No. 11-cv-0691. El Tribunal consideró que Steven Donziger y sus socios ecuatorianos, entre los que se encontraba Pablo Fajardo y Luis Yanza, diseñaron e implementaron un plan fraudulento de larga data contra Chevron, logrando una condena por USD18.000 millones contra Chevron en Ecuador por medio del fraude. 
El Tribunal concluyó "por medio de pruebas claras y convincentes, que Fajardo y Donziger ejercieron coerción sobre el Juez Yáñez a fin de permitirles a los DLA que desistieran de sus restantes inspecciones judiciales, que designaran a un perito global y que nombrara al perito cuidadosamente elegido por ellos, Richard Cabrera, para ese cargo. Lo hicieron amenazándolo con la presentación de una queja por conducta inapropiada en un momento en el que era especialmente vulnerable, así como también a través de otros tipos de presión (Página 281)"
Para el Tribunal, Pablo Fajardo y sus socios, "conspiraron para violar la ley RICO al conducir los asuntos de la empresa por medio de un patrón de actividades de crimen organizado".
Medios como el Wall Street Journal ha calificado el caso como el Fraude legal del siglo.

## Tribunal de La Haya encuentra fraude en la sentencia contra Chevron
El 16 de septiembre de 2020, un tribunal de La Haya falló a favor de Chevron Corporation en su disputa con Ecuador, confirmando un laudo arbitral parcial del 30 de agosto de 2018 dictado por un tribunal internacional administrado por la Corte Permanente de Arbitraje. El tribunal de arbitraje internacional determinó que la sentencia obtenida en tribunales ecuatorianos contra Chevron de $ 9.500 millones incluyó, entre otros, fraude y corrupción y que era inaplicable en virtud del derecho internacional.En su decisión, el tribunal arbitral aseguró que "salvo por una confesión firmada por los delincuentes, como correctamente señalaron las Demandantes al final de la Audiencia sobre el Tramo II, la evidencia presentada en este arbitraje de la ‘redacción oculta’ “debe de ser la prueba documental, en video y testimonial, más completa de fraude jamás presentada ante un tribunal arbitral".